# Oxalis macropoda
Oxalis macropoda är en harsyreväxtart som beskrevs av John Gilbert Baker. Oxalis macropoda ingår i släktet oxalisar, och familjen harsyreväxter. Inga underarter finns listade i Catalogue of Life.